# Colostygia gremmingeri
Colostygia gremmingeri là một loài bướm đêm trong họ Geometridae.